# Fenchone
La fenchone est un terpène polycyclique.
C'est un constituant de l'absinthe et de l'huile essentielle de fenouil.
Comme la thuyone, la fenchone est un composé surveillé dans l'absinthe. Sa concentration ne devait pas dépasser 5 mg/L dans l'absinthe en France, Décret 88-1024 du 2 novembre 1988, alors qu'elle était et est toujours sans limite en Suisse. Un décret français du 11 mars 2010 a totalement annulé cette limitation en France.
La fenchone procure un effet de bien-être.[réf. nécessaire]

## Chimie
La D-fenchone, dont le nom systématique est (1S,4R)-1,3,3-triméthylbicyclo[2.2.1]heptan-2-one, possède deux centres stéréogènes, le 1 de configuration absolue S et le 4 de configuration absolue R, qui sont les atomes tête de pont du bicycle. Son unique stéréoisomère est son énantiomère (image dans un miroir, non superposable) de configuration (1R,4S). Mais la petitesse du bicycle [2.2.1] exclut les autres diastéréoisomères qui, dans tous les cas, positionneraient le groupe méthyle du C1 ou l'atome d'hydrogène du C4 à l'intérieur du bicycle, ce qui est strictement impossible du fait de sa petitesse.
La D-fenchone est l'énantiomère (1S,4R) et est dextrogyre (+). La L-fenchone est l'énantiomère (1R,4S) et est lévogyre (–). Le racémique est aussi appelé « DL-fenchone ».